# Portugese eik
De Portugese eik (Quercus faginea) is een eikensoort die van nature voorkomt in het westelijke Middellandse Zeegebied, op het Iberisch Schiereiland en de Balearen. De soortaanduiding faginea verwijst naar de oppervlakkige gelijkenis van de bladeren met de bladeren van de beuk (Fagus sylvatica).

## Beschrijving
Vergelijkbare bomen in het Atlasgebergte in Noordwest-Afrika worden gewoonlijk ook tot deze soort gerekend, maar soms als de aparte soort Quercus tlemcenensis behandeld. De soort groeit in gebergten op hoogten tussen de 800 en 1900 m, in een verscheidenheid aan grondsoorten en klimaten.
De stam kan tot 80 cm breed worden en heeft een grijs-bruine bast. De boom kan 600 jaar oud worden. De bladeren zijn 4-10 cm lang en 1,2-4 cm breed (zelden 15 cm lang en 5 cm breed), glanzend donkergroen tot grijsgroen aan de bovenzijde, en variabel viltig grijs-wit aan de onderzijde. De bladrand kent vijf tot twaalf paar onregelmatige tanden. De bladeren vallen af in de winter of tegen het eind van de winter.
De bloemen zijn katjes, die in maart-april bloeien. De bloei vindt meestal voor die van Quercus ilex plaats, die in ongeveer hetzelfde gebied voorkomt. De eikels zijn langwerpig ovaal, 2-2,5 cm lang, en rijpen in zes maanden om in september of oktober te verschijnen.
De bomen ontwikkelen vaak gallen van de galwesp; deze gallen zijn bruin en 1-2 cm doorsnee en zijn van binnen spons-kurkachtig.
Er zijn twee ondersoorten:
- Quercus faginea subsp. faginea. Iberisch schiereiland.
- Quercus faginea subsp. broteroi (Cout.) A.Camus (synoniem: Quercus tlemcenensis). Noordwest Afrika.

De Portugese eik kruist gemakkelijk met verwante eiken zoals de Algerijnse eik (Quercus canariensis) en de donzige eik (Quercus pubescens), waardoor determinatie lastig kan zijn.

## Toepassingen
Het hout wordt traditioneel als brandhout gebruikt en als hout voor de bouw. De eikels, net als die van de kurkeik (Quercus suber), vormen een belangrijke voedselbron voor het vrije Iberische wilde zwijn (Sus ibericus) dat gekweekt wordt voor de productie van Jamón Ibérico. Een enkele maal wordt het als sierboom aangeplant.